# Редклифф (Зимбабве)
Ре́дклифф (англ. Redcliff) — город в центральной части Зимбабве, на территории провинции Мидлендс.

## География
Расположен примерно в 219 км к северо-востоку от Булавайо. Абсолютная высота — 1306 метров над уровнем моря.

## Население
По данным на 2015 год численность населения составляет 28 936 человек.
Динамика численности населения города по годам:
| 1975  | 1990   | 2000   | 2015   |
| ----- | ------ | ------ | ------ |
| 6 229 | 17 906 | 23 897 | 28,936 |

## Экономика
Город расположен в чрезвычайно богатом железом районе, и производство стали является основным источником дохода с момента его основания в начале 20 века. Компания Zimbabwe Iron and Steel Company (ZISCO, ранее RISCO, основана в 1942 году), базирующаяся в Редклиффе, была крупнейшим работодателем города, пока не закрылась в 2008 году.